# Making*Lovers
『Making*Lovers』（メイキング ラバーズ）は、SMEEから2017年11月24日に発売された18禁恋愛アドベンチャーゲーム。
コンセプトは「交際してからはじまる恋心」。「恋愛は付き合うまでの過程がすべて」というこだわりを持っている主人公が、様々な場所で出会う女性といきなり付き合うところから始まり、その後の展開を描く。SMEEとしては初めて「恋愛関係になってから」にスポットを当てた、設立10周年の実験作である。
萌えゲーアワード2017の準大賞、金賞・主題歌賞を受賞している。
2021年6月25日にコンセプトと世界観を継承した『ハジラブ -Making*Lovers-』が発売された。

## 歴史
2017年11月24日に『Making*Lovers』初回版が発売された。12月26日に完売が告知され、翌2018年1月26日から通常版の販売に切り替わった。同時にDMM.com（現・FANZA GAMES）でダウンロード販売が開始された。
2018年4月27日にミニファンディスク『Making*Lovers 激イチャアフターストーリー Vol.01 亜子、可憐、咲』が、6月29日に同『Vol.02 レイナ、ましろ』が発売された。
2019年7月25日にPlayStation 4/PlayStation Vita版がエンターグラムから発売された。
2020年4月4日に英語字幕・メニュー、日本語音声のSteam版がNekoNyan Ltd.から発売された。

## システム・特色
本作の特徴として、先にヒロインと付き合い始めてそこから仲良くなっていく過程を重視しており、公式サイトの開発コラムにて「仲良くなる→付き合うという流れなのも正直マンネリ感もしている上にテンプレ臭もしてきているので発想を変えてみた」とコメントされている。共通ルートに該当するプロローグの時点で選択肢によって対象のヒロインが決定されて専用ルートに突入するため、過去作と比べて共通ルートが短く専用ルートが長い。攻略するヒロインによって生活環境が大きく異なってくるため、ヒロイン同士の接点は主人公の妹である亜子を除いてまったく無い。
“デートメイキングシステム”を搭載。ルート突入後に2度発生するデートイベントではデートの行先と食事の場所を選択することが可能で、選択した場所によってイベント内容が変化するが、全体の流れに影響は無い。ディレクターの宅本うとは選択肢を間違えたときのヒロインのフォローが重要な演出であると述べており、「実は本作で一番力を入れている部分」としている。
主人公の名前は自由に設定でき、アイコングラフィックをプレイヤーが用意することもできる。初回特典の「10周年記念服装透過パッチ＋α」を適用することでヒロインの服装が透けて見えるようになる。
なお、公式サイトトップページの「どんな恋愛がしたいですか？」という設問から「妹と恋がしたい／大人の女性に癒やされたい／恋人とは対等な恋愛がしたい／年下の彼女に主導権を握られたい／のんびりとした恋愛がしたい」ボタンを選ばせる作り（対応するヒロインの紹介ページに遷移する）は出会い系サイトを意識したものだという。

## あらすじ
潮鳴（しおなり）市という海沿いの街が本作の舞台である。駅前の大通りやショッピングモールには多くの商業施設が集まっており、近くにはビーチもある。Webデザイナーを目指す小鳥遊和馬は、その街でフリーターとして日々を過ごしている。ある日、友人の翔から合コンに誘われ、続いて妹の亜子が「いい加減に彼女を作ってリフォームした家に今月中に連れてくるように」という父親の伝言を携えてやって来る。合コンの話を聞いた亜子は「お兄ちゃん、行ってきなよ」と、渋っていた和馬の背中を押す。合コンに参加した和馬は、大学時代の友人である可憐と再会する。
（以下、分岐の順）
鳴瀬咲 編
合コンの後、翔がもう一度女性を紹介したいと和馬に言ってくる。和馬はバーで年上の女性に会うが、互いに会う相手を間違えていたことに気付く。翌日、和馬がテレビの天気予報を見ると、昨晩会った女性は気象予報士の鳴瀬咲だったと気付いて驚く。
街へ出た和馬は咲が年上の男性（大内弘）と喧嘩しているところに遭遇する。和馬が声をかけると、咲は弘から紹介された昨晩の男性は断ったと言い、しかし未だ恋愛経験がないことを和馬に愚痴る。話の流れで和馬が冗談半分に交際を申し込むと、咲は受けてしまう。
和馬は咲のことをよく知るためにテレビ局でアルバイトを始めるが、そこは咲と同じ職場で、上司は弘だった。和馬は番組マスコット「ハムジロー」の中の人として活躍する。咲は優れた容姿のため露出が多く、ある日グラビアアイドルと共演する。やっかんで咲の陰口を叩いていたグラビアアイドルを和馬が叱り飛ばすと、咲はあんな風に庇ってもらったのは初めてだと感動する。和馬は咲のマンションに入り浸るようになり、昼夜逆転の日々を共に過ごしていく。
しばらくして、咲と交際していることが弘にバレてしまう。弘は和馬を正社員に誘い、和馬は咲との将来のため前向きに考える。
月野ましろ 編
レストラン「リヴァイアサン」での合コンの最中、和馬は女性店員にトイレの場所を尋ねる。声をかけられ驚いた月野ましろは客の酒瓶を割ってしまうが、和馬がフォローして事なきを得る。後日、新しい仕事を探していた和馬はアルバイト募集中の「リヴァイアサン」を見に行く。するとましろと再会し、さらに彼女が隣室の住人だったことが判明する。和馬の教育係を引き受けたましろは「ピンときた」と言い、和馬に「恋人契約書」を渡してくる。「クーリングオフが可能」と説得された和馬は契約書にサインする。
ましろは自分に自信がなく、「こんなことに付き合わせて迷惑ではないか」と和馬に尋ねる。和馬はそんなことはないと答え、二人は半分同棲しながら本当の恋人になっていく。
ましろの両親との顔合わせを終えた日、二人は海へ行く。ましろは「二人で買ったペアリングを見つけることができたらずっと一緒にいる」と言い、海に投げてしまう。ましろが身を引こうとしているのだと思った和馬は、絶対に見つけようと海へ飛び込む。するとましろが「危ないからやめて」と必死に止めてくる。和馬は海に落ちたはずの指輪がましろの胸元にあることに気付く。理由を尋ねると、指輪など関係なく俺はお前と一緒にいると言ってほしかったとましろは説明する。笑い合って二人は将来を約束する。
鹿目レイナ 編
合コンの翌日、外出した和馬はモデル事務所のマネージャー・小森の運転する車にはねられてしまう。幸い軽い打撲で済んだが、同乗していたモデルの鹿目レイナに妙に懐かれる。小森の誕生日に贈るプレゼントを一緒に選んで欲しいとレイナに言われ、買い物に付き合う。小森には仕事で迷惑をかけてばかりだと落ち込むレイナだが、和馬のアドバイスで笑顔になる。
翌日、和馬は母親から女子寮の住み込みの管理人を頼まれ女子寮へ行くと、ちょうど新しい寮生としてやって来たレイナと再会する。レイナは和馬のことを彼氏と呼んで抱きついてくる。同じ寮で生活するうちに、二人は本当に恋人になる。
しばらくして、シンガポールで事業を始めるという親戚から、1年間Webサイトの運用管理者として帯同してくれないかと頼まれる。和馬にとってはまたとない機会だったが、レイナのこともあり迷う。話を聞いたレイナは寂しいけれど行くべきだと言う。曰く、自分は今まで色々な人に背中を押されてきた。一番助けになったのは仕事の失敗で落ち込んでいた日に事故で出会った和馬の言葉だった。今度は自分が背中を押してあげたいと。和馬は将来レイナと一緒になるために1年間の遠距離恋愛を決心する。
北大路可憐 編
合コンの翌日、和馬は出張に行ったはずの可憐の姿を街で見つける。追いかけて問い詰めると、可憐は実は仕事を辞めており、住む家も金もない状況だと白状する。和馬は可憐を保護することにしたが、ちょうど引っ越しを考えていたところだったので、二人で住む物件を新しく探す。カップル向けの好条件の部屋が見つかり、この際だから付き合おうと可憐に提案し、可憐は驚いたが同棲を始める。
可憐はショッピングモールのフラワーショップに再就職する。和馬もショップのWebサイトを作ってほしいと店長から頼まれ、可憐と同じ職場でアルバイトをすることになる。共同生活の中で恋心が育まれていき、二人は本当の恋人になる。
可憐はフラワーアレンジのコンテストに作品を出そうとして行き詰まるが、和馬の支えで乗り越える。作り上げたブーケはブライダル賞に選ばれ、可憐はステージに上る。材料にガザニアを選んだ理由を聞かれた可憐は「大好きな花だから」と答える。和馬は以前可憐にガザニアの花言葉は『デートしたい』だと嘘を教えたことを思い出す。可憐は今日の賞を『誇りに思う』彼氏に捧げたいと挨拶を結ぶ（ガザニアの本当の花言葉）。
小鳥遊亜子 編
「荒療治が必要」と亜子に送り出された和馬だったが、すべてのチャンスを棒に振って実家に戻る。すると亜子が「この夏の間だけ私がお兄ちゃんの彼女になってあげる」と言い出す。亜子の気持ちには薄々気付いていた和馬だったが、一線を越えてきたことに驚く。翌日、亜子は和馬にキスを迫り、和馬は断り切れずキスをする。和馬も亜子の気持ちを受け止めようと決意する。
和馬は亜子と同じハンバーガーショップで働くことになる。二人は互いの気持ちの強さを知ってゆき、本当の恋人になる。
両親に筋を通さないといけないと考えていると、母親は既に知っており、気付かないはずがないと言われる。和馬はふと昔のことを思い出し、子供の頃庭に埋めたタイムカプセルを掘り起こす。中から「亜子には手を出さない。もし手を出しそうになったら、なるべく早くこの家を出る」と書かれた手紙が出てきて亜子は驚く。
和馬は幼い頃に土砂災害で実の両親を亡くし、施設で育った。小鳥遊家に引き取られてからは実の息子同然に育てられ、元の明るさを取り戻していったが、同時に妹である亜子に惹かれていったため、大学への進学を機に家を出たのだった。タイムカプセルを埋めた後「お前、亜子のことが好きなのか？」と尋ねてきた父親も、手紙を見てとっくに気付いているのだろうと和馬は亜子に話す。和馬の初恋は亜子だった。

## 登場人物
（出典：）

### 主人公
小鳥遊 和馬（たかなし かずま）※名前変更可能
声 - なし
亜子の義理の兄。実家を出て一人暮しをしている。
大学卒業後に就職したWebデザインの会社がブラック企業だったためすぐに退職し、現在はフリーターとして働いている。
恋愛に対しては過程を重要視しており、合コンやナンパ等による恋愛や交際には否定的で、王道のような恋愛以外は頑なに認めようとしない。
学生時代に「zazatown」という大手通販サイトの作成を行ったことがあり、ベッキーと可憐に大いに驚かれている。
幼少の頃に土砂災害で両親を亡くし、孤児となって施設で過ごしていたところを小鳥遊家に引き取られた過去が亜子ルートの最後で明らかになる。そのため、実は小鳥遊家とは血の繋がりがまったくない。

### ヒロイン
小鳥遊 亜子（たかなし あこ）※苗字は主人公と同じものになる
声 - 羽鳥いち
和馬の義妹。実家暮らしで学園に通う傍ら「ムドムドバーガー」というハンバーガー屋でアルバイトをしている。
ある日突然「兄」としてやってきた和馬に最初はぎこちなく接していたが、ある出来事を境に非常に懐くようになった。運動神経抜群で生活能力も高く、学園では家庭科部に所属していながら生徒会にも片足突っ込んだ状態で様々な活動をしている。自他共に認める重度のブラコンで兄にべったりと懐いている反面、学園やバイト先での異性からのアピールは気にも留めておらず容赦なくスルーする。和馬の「過程至上主義」的なところをかねて心配しており、合コンへの参加を彼女が勧めたことで物語が始まる。
大のカンガルー好きだが、スマホ用アプリではお気に入りのカンガルーを3年間休みなく働かせ続けており、それを見た和馬から本当にカンガルーが好きなのか疑われている。
鳴瀬 咲（なるせ さき）
声 - 月野きいろ
気象予報士としてテレビ局に勤める28歳の女性。
和馬とはお互い別々の人と会う予定だったが、双方がお互いを会う予定の人だと勘違いしたことをきっかけに知り合う。
幼少の頃から身長が高く男子から避けられていたことや、女子高、女子大に進学して男性と接点が無かったことが災いして恋愛下手。裕福で家族全員が高学歴という家系に生まれており、現在は父がオーナーをしている高級マンションで一人暮らしをしている。タケシという弟がいるらしい。
ハムスター風マスコットキャラの「ハムジロー」をデザインしたが、完成した着ぐるみは自分の案と大きく異なり不気味な造形になっていた上、中に入っている和馬の奇怪な行動も合わさって極端に嫌がっている。
鹿目 レイナ（かのめ れいな）
声 - 森谷実園
学園に通う傍ら現役学生モデルとしても活動している。亜子と同い年。
マネージャーの起こした事故を通じて和馬に関心を持ち、その後和馬が期間限定で管理人をすることになった女子寮で再会する。
非常にアグレッシブかつ小悪魔的な性格で、周囲の目をものともせず和馬にも積極的にアプローチをかけてくる。普段の言動からして子供っぽく軽いイメージがあるが、本来は真面目かつ大人しい性格。また、花嫁修業はすべて終わらせており、家事全般や周囲への気遣いもできる。レイナを漢字表記すると「玲菜」。
過去にハムスターがカメムシを食べている姿を見てしまったせいで強烈なトラウマとなっており、ハムスターが大の苦手。
北大路 可憐（きたおおじ かれん）
声 - 北見六花
大学時代に和馬と同じサークルに所属していた女性。和馬とは会話程度の交流で特別仲が良かった訳ではなかったが、参加した合コンで偶然再会。その後とある理由で家賃が払えず部屋を追い出されて路頭に迷っていた所を保護される形で同棲が始まる。
花が好きでフラワーアレンジメントの勉強をしており、同棲後はショッピングモールの花屋で働く。不真面目でノリの軽い人間が嫌い。そのため、大学時代に悠々自適な生活をしていた和馬に対して突っかかってくることも多いが、考え方自体は似通っているのか相性は良い。極度に緊張したり興奮したりすると過呼吸になってしまう体質の持ち主。
本作のヒロインの中では最も胸が小さい。
美少女ゲーム大賞2017でキャラクター部門の2位を獲得した。『BugBug』の「好きなキャラクター」ランキングにおいては最高3位を記録している（2019年12月現在）。
月野 ましろ（つきの ましろ）
声 - 恋羽もこ
船上レストラン「リヴァイアサン」のスタッフで和馬とは同い年。
店内でのトラブルで助けてもらったことをきっかけに和馬に強い関心を持ち、その後住んでいる場所が同じアパートの隣同士だと発覚する。
和馬と付き合う際に「恋人証明書」を発行したり、彼氏ルールを細かく設定したりするなど少々変わった思考の持ち主。ゲーマーでレトロゲームを大量に所有している一方、一人でプレイするのが好きで多人数プレイ対応のソフトをほとんど持っていない。
後にリヴァイアサンで飼われることとなる伊勢エビの「オマール」の世話をしている。

### サブキャラクター
立花 かざみ（たちばな かざみ）
声 - 新山ゆうき
レストラン「リヴァイアサン」のスタッフで、ましろの同僚。夜になると隣接するバーのバーテンダーとして働いている。
ましろに変な恋愛知識を吹き込んだり和馬とレイナを温かい目で見守ったりと色々絡んでくるが、当の本人の過去については一切不明。レイナが引っ越してくる女子寮に住んでいる上に咲の友人でもあるため、サブキャラの中で最もヒロインとの接点が多い。
結城 朱里（ゆうき あかり）
声 - 北大路ゆき
レストラン「リヴァイアサン」のスタッフで、ましろの同僚。かざみと同様に女子寮に住んでいる。
大学に通っているが見た目のせいで高校生と間違われることがあるが、本人は若く見られていると思い喜ぶ程のポジティブ思考。高校時代はかなり悲惨な容姿をしていたらしく、本人もその過去を非常に気にしている。
井上 彩夏（いのうえ さやか）
声 - 伊藤瞳子
「ムドムドバーガー」のスタッフで、亜子の同級生。
自他関係なく色恋沙汰に興味津々で、仕事そっちのけで和馬や亜子に絡んでくることがある。また、自身も水着姿でビーチを歩いてアピールしたりするが、結果は芳しくない。和馬のことを「ハケン君」（のちに「バイト君」へと変更）と呼ぶ。
大内 弘（おおうち ひろむ）
声 - 野☆球
咲の父方の親戚で、咲と同じテレビ局に勤めている。和馬からは「オッサン」と呼ばれる。
咲の父親に頼まれ、男と縁のない咲に何度も相手を世話してきたが、これまですべて無駄に終わっていた。咲が和馬と交際していることを知ったときには「結局あいつはバカな男が好みだったってわけだな」と破顔した。嫁はカワウソ似。
ベッキー
声 - 深川緑
ショッピングモール内のフラワーショップ「アニー」を経営しているオカマで、いかつい体形が特徴である。
本名は「斉藤 猛男（さいとう たけお）」だが、自分のイメージと合わないという理由で本名を嫌っている。レストラン「リヴァイアサン」では個性的な常連『四天王』の一人に数えられており、安直に「オカマさん」と呼ばれている。
フラワーアレンジメントの腕前は一流で、テレビにも出演するほどの有名人。ホテルでのイベントや大学の入学式等に作品が飾られている。
朝日奈 翔（あさひな かける）
声 - 佃左泥
和馬の友人。
可憐のいる合コンに和馬も誘い、二人の再会の切っ掛けを作った人物。イケメンで交際中の彼女がおり、和馬からはリア充と認識されている。亜子からはあまり良く思われていないらしい。人材派遣会社に勤務している。

## 制作
企画
本作の開発にあたり、ディレクターの早瀬ゆうと宅本うとは個別ルートがどれも似たり寄ったりになってしまうことを懸念していた。というのも、共通ルートでは好き勝手できる一方、個別ルートでは様々な制約がかかるため発想が内に向かってしまうことに加え、複数のうちの一人を選んだことで世界が収束してしまい、外的要因がないと発展しないという難点があった。かといって外的要因を下手に加えるとユーザーが楽しめなくなるおそれがあった。ヒロインとの交際で新たな世界が開ける感覚を外的要因として昇華できれば、今までの味付けを維持しつつ世界を発展できる可能性への期待から、本作の主人公は「職探し中の社会人」として設定され、付き合うヒロインに応じて主人公の住居や職業が変動するという仕組みがとられた。これにより、背景グラフィックが大幅に増えた。
シナリオ
本作においては仲良くなってから付き合うというのではなく、付き合ってから仲良くなるという流れがとられた。これにより、互いの距離感が分かりにくくなる演出など、これまでとは異なるシチュエーションもできることや、付き合い始めと後も作りやすいと宅本は利点を挙げている。具体的には、可憐ルートが該当しており、先に同棲することで心理的な距離と肉体的な距離感の差によるギクシャクなどがニヤニヤできるという部分を共感したいという思いから取り入れられた。なお、SMEEの作品群における舞台の具体的なモデルはないものの、海外をベースにすることが多く、本作の場合はシンガポールなどがもとになっている。
キャスティング
ヒロインの北大路可憐のイメージは当初から声優決め打ちでつくられている。「ツンケンしていても嫌味にならず、対等なやり取りで笑いを取りつつプレイヤーに親しみを持てるようにしないといけない非常に難しい役」だったが、宅本は北見の演技力であればいけるという確信を抱いていた。
咲の役者についてはなかなかしっくりくる声が見つからない中、別作品に出演していた月野きいろにピンときたということで月野が採用された。なお、宅本はこのキャラクターが咲とは違うタイプだったものの、採用できたのは月野の演技ゆえかもしれないと述べている。
サブキャラクターの一人である朱里を演じた北大路ゆきは2023年のBugBugとのインタビューの中で、ヒロインでは不可能な立ち回りで物語を進める役だったため、打診された際は不安だったが、開き直り自分の中でも何かが吹っ切れたとインタビューの中で話しており、当時の自分にとって大事なことだったと振り返っている。一方、宅本は北大路ゆきの演技は異彩を放っていたため、いつかはメインヒロイン役を割り当てたいと考えていたと振り返っている。

## スタッフ
（出典：）
- ディレクター - 早瀬ゆう、宅本うと
- キャラクターデザイン・原画 - 谷山さん
- シナリオ - 早瀬ゆう、岸田ソラ、モーリー
- グラフィックチーフ - 真海
- グラフィック - せんや、つゑふ、わぽ吉、ちきんぐ、moti犬、アフェス
- 背景 - 株式会社AXsiZ、アトリエ空機関
- 音楽 - SONO MAKERS
- ムービー制作 - yo-yu（feat.works）
- タイトルロゴ・ パッケージデザイン - 株式会社TRAP、岡洋介
- サイト制作 - 深空リョウ
- 広報 - 伊藤直子
- プロデューサー - 亜佐美晶

## 主題歌
（出典：）
オープニングテーマ「Girls' Carnival」
作詞：永原さくら、作曲：ウミガメ、編曲：ウミガメ、音楽制作：SONO MAKERS、歌：ユウカ
エンディングテーマ「Indigo Star」
作詞：永原さくら、作曲：柊巽、編曲：柊巽/米澤、弦編曲：ウミガメ、音楽制作：SONO MAKERS、歌：佐々木詩織
同楽曲は、美少女ゲームのエンディングテーマを集めたオムニバスアルバム『Symphony Sounds Eternal II』に収録されている。

## ミニファンディスク
『Making*Lovers 激イチャアフターストーリー』は本編の1年後を描くミニファンディスクである。Vol.01には亜子、可憐、咲のアフターストーリーが、Vol.02にはレイナ、ましろのアフターストーリーが収録されている。SMEEとしては久しぶりに“髪型変更システム”を搭載している。

### あらすじ
小鳥遊亜子 アフター編
亜子は大学に進学して管理栄養士になるための勉強をしており、和馬はWebデザインの企業に再就職している。実家住まい。両親は二人の仲を認めている。一家四人で外出し、帰宅するなり疲れて寝てしまった亜子を見て、和馬は大きくなったなと思う。昔のアルバムを開けば段々と成長していく亜子の姿と、その背中には決まってカンガルーのリュックサック。和馬はカンガルーに嫉妬する。
実は、和馬は忘れてしまっているが、小鳥遊家に引き取られたばかりの頃、兄妹が早く馴染めるようにと亜子のリュックサックを母親が和馬に選ばせたことがあった。和馬はカンガルーのリュックサックを選び、贈られた亜子はそれ以来大のカンガルー好きになった。
北大路可憐 アフター編
可憐はフラワーショップ「アニー」の看板娘になっており、和馬はデザイン会社に再就職している。1年前に二人で借りた部屋で同棲を続けており、可憐は遠回しに子供をせがむことが増えている。翔が再び主催した飲み会に参加したところ、恋愛弱者だった可憐と他の女子の立場は完全に逆転していた。可憐の職場に顔を出し、妊婦体験イベントに参加して二人に子供ができたときのことを語り合う。
幸せをかみしめながら帰り道を行くと、1年前の合コンの後可憐と別れた場所にさしかかる。思い返せばこの場所から始まったと和馬はしみじみ思い、ここであの瞬間から惚れていたのかも知れないと可憐に話す。可憐も和馬の強引さがあったから今の幸せがあると返す。
鳴瀬咲 アフター編
番組制作会社の正社員となった和馬は相変わらず咲のマンションに入り浸っている。仕事が充実しており、結婚の話は先送り中。ある日、マンションに咲の母親がやって来ることになり、咲は大いに慌てる。呼ばれた弘もやって来て、咲の恥ずかしい逸話が次々と披露されていく。母親は和馬に咲のことをよろしくと言って帰っていく。
駅まで送った帰り、和馬と咲は二人の交際が始まった海岸通りを歩く。咲は自分に幻滅しなかったかと和馬に尋ねる。和馬は咲の新しい一面を知ることができて嬉しかったと答え、咲との結婚生活を想像する。咲も同じことを考えていて、早く和馬と家庭を作りたいと言う。
鹿目レイナ アフター編
シンガポールから帰国した和馬を待っていたレイナは和馬の遅刻を責め、筆無精を責め、帰国祝いの席上では現地滞在中のキャバクラ通いを暴き立てて嫉妬する姿を見せる。店を出ると和馬はわざとやってくれたと礼を言い、遠距離恋愛中気が気でなかったと打ち明ける。
実家に帰る予定だったが、寮のレイナの部屋に泊る。翌日、1年前のように寮の仲間と遊んでいたところ、不在中レイナが寂しがって泣いていたと教えられもう一泊する。その夜、レイナも本当は1年間和馬と同じような気持ちでいたと話す。和馬は俺にはお前しかいないと安心させ、レイナのおかげで人並みの恋愛ができていることに感謝する。
月野ましろ アフター編
和馬は事務所に所属してデザインの仕事を請け負う傍ら、リヴァイアサンでのアルバイトも継続している。ある日、リヴァイアサンのスタッフにオマールから謎のウイルスが感染し、ましろは幼児退行する。ましろは日頃和馬を観察してわかっていることを無邪気に話し、和馬はかなわないと感じる。
翌日、リヴァイアサンは臨時休業となり、朱里とかざみも一緒にアパートで過ごす。朱里とかざみはふざけて和馬に抱きつき、ましろはヤキモチをやく。夜、交際を始めて今日で1年だと和馬は話す。感想を聞かれたましろは満点だと答える。

### 登場人物
小鳥遊 和馬（たかなし かずま）※名前変更可能
声 - なし
小鳥遊 亜子（たかなし あこ）※苗字は主人公と同じものになる
声 - 羽鳥いち
大学に進学し、管理栄養士となるための勉強をしている。
北大路 可憐（きたおおじ かれん）
声 - 北見六花
フラワーショップ「アニー」の看板娘。1年前のコンテストで脚光を浴びて以来人気が出ており、ファンクラブまであるという。
鳴瀬 咲（なるせ さき）
声 - 月野きいろ
地方出身だということが判明する。母親と話をする時は方言を使うが、あまりにも訛りが強すぎて母親以外の周囲の人間には何を言っているか一切理解できない。
鹿目 レイナ（かのめ れいな）
声 - 森谷実園
和馬がいない寂しさを仕事で紛らわし、売れっ子のモデルになっている。
月野 ましろ（つきの ましろ）
声 - 恋羽もこ
FPSなどのネット対戦ゲームにはまっている。
立花 かざみ（たちばな かざみ）
声 - 新山ゆうき
結城 朱里（ゆうき あかり）
声 - 北大路ゆき
大内 弘（おおうち ひろむ）
声 - 野☆球
ハムジローマークII（ハムジローの色違い）を開発し、中の人となる。
ベッキー
声 - 深川緑
仕事面で可憐に甘えてしまうことが多いが、閉店後に可憐の練習に付き合ったりしている。ウェブサイトの管理等を和馬に頼んでいる。
朝日奈 翔（あさひな かける）
声 - 佃左泥
ホストに転職している。勤め先のホストクラブは「アニー」の顧客。

### スタッフ
- ディレクター - カスカベシシオ[49]
- エグゼクティブディレクター - 宅本うと[49]
- 原画 - Ｋ子、まんごープリン
- シナリオ - 雪丸仟、ギハラ、誘宵、早瀬ゆう
- プロデューサー - 亜佐美晶[49]
- 監修 - 早瀬ゆう[49]

## 反響

### 売り上げ
Making*Lovers
本作は発売月（2017年11月）の売り上げにおいて、Getchu.comの集計では2位を記録した。発売年（2017年）においては、Getchu.comの集計では8位、アダルトゲーム月刊誌『BugBug』の集計では10位であった。
激イチャアフターストーリー
ミニファンディスクの『激イチャアフターストーリー Vol.01/02』は、その発売月（2018年4・6月）の売り上げにおいて、Getchu.comの集計ではそれぞれ3位・5位を記録した。発売年（2018年）においては、Getchu.comの集計でそれぞれ21位・42位、『BugBug』の集計ではいずれも上位20位の圏外であった。

### 人気投票
| 部門名       | Getchu.com | BugBug    | アワード |
| ------------ | ---------- | --------- | -------- |
| 総合         | 3位/20位   | 圏外/20位 | 5位/50位 |
| シナリオ     | 圏外/10位  | 圏外/20位 | 部門なし |
| グラフィック | 圏外/10位  | 部門なし  | 部門なし |
| 音楽         | 5位/10位   | 圏外/20位 | 部門なし |
| システム     | 8位/10位   | 圏外/20位 | 部門なし |
| ヴォイス     | 部門なし   | 圏外/20位 | 部門なし |
| ムービー     | 8位/10位   | 部門なし  | 部門なし |
| エッチ       | 圏外/10位  | 圏外/20位 | 部門なし |
| キャラクター | 1人/20位   | 0人/20位  | 部門なし |

Making*Lovers
本作は発売月（2017年11月）のユーザー人気投票において、Getchu.comの1位を獲得した。発売年（2017年）の人気投票においては、Getchu.comでは総合部門の3位・システム部門の8位・ミュージック部門の5位・ムービー部門の8位を獲得し、キャラクター部門ではヒロインの北大路可憐が全体2位に選出された。萌えゲーアワードでは5位を獲得した。一方、『BugBug』では全部門で圏外であった（表：「2017年の美少女ゲーム人気投票における本作の位置」に一覧を示す。）。
激イチャアフターストーリー
ミニファンディスクの『激イチャアフターストーリー Vol.01/02』は、その発売月（2018年4・6月）のユーザー人気投票において、Getchu.comではそれぞれ9位・上位10位の圏外であった。発売年（2018年）の人気投票においては、Getchu.comではいずれも全部門で圏外、『BugBug』ではいずれも全部門で圏外、萌えゲーアワードではいずれも上位50位の圏外であった（一覧表は省略する。）。

### 批評
『BugBug』2018年1月号に本作のレビューが掲載された。レビュアーは本作の主人公を「バカでエロで直球で童貞でオタクで、でも女の子には優しい」キャラクターであるとし、非常に好感が持てたと述べている。感情移入とは少し違うものの、「昔サ●デーで連載してた美女と地縛霊と共に幽霊退治をするエロい男の子〔ママ〕」のような喜劇の主人公を鑑賞するような気分でプレイできたという。また、レビュアーの最も気に入ったヒロインは気象予報士の咲であったという。わけてもハムジロー登場時のインパクトが絶大であり、大爆笑したと語っている。

### 受賞
本作は萌えゲーアワード2017の11月月間賞、準大賞および金賞・主題歌賞を受賞した。
準大賞
美少女ゲーム雑誌『BugBug』の編集長・大澤忠基は「まさにSMEEの本領発揮といった作品」と賞した上で、自分が最も評価したいのはユーザーに「この恋愛は現実に本当にありそう」と思わせる設定の秀逸さであるとし、「細かい設定や描写が、今どきのユーザー目線で凄く身近でリアル。そのため登場人物により深く感情移入ができ、結果イチャラブ度もUPする」と講評した。
金賞・主題歌賞
主題歌の「Girls' Carnival」は発表直後からネットなどで話題に上がり、審査委員会でも2017年の主題歌の中では出色の一曲という意見が多かったという。歌手のAyumi.も「いい意味で「美少女ゲームソングらしくない」一曲でした。その「らしくない」部分と、新人ボーカリストのユウカさんの歌声がマッチして、とても新鮮なサウンドに仕上がっています」と肯定的に評価した。
| \| 日付 \| 賞 \| 部門 \| 候補 \| 結果 \| 出典 \| \| ------ \| -------------------- \| ---------------------------- \| ------------- \| ------ \| ---- \| \| 2018年 \| 萌えゲーアワード2017 \| 2017年11月発売タイトル月間賞 \| Making*Lovers \| 1位 \| [67] \| \| 2018年 \| 萌えゲーアワード2017 \| 大賞 \| Making*Lovers \| 準大賞 \| [22] \| \| 2018年 \| 萌えゲーアワード2017 \| 主題歌賞 \| Making*Lovers \| 金賞 \| [22] \| |                      |                              |               |        |        |
| 日付 | 賞                   | 部門                         | 候補          | 結果   | 出典   |
| 2018年 | 萌えゲーアワード2017 | 2017年11月発売タイトル月間賞 | Making*Lovers | 1位    | [ 67 ] |
| 2018年 | 萌えゲーアワード2017 | 大賞                         | Making*Lovers | 準大賞 | [ 22 ] |
| 2018年 | 萌えゲーアワード2017 | 主題歌賞                     | Making*Lovers | 金賞   | [ 22 ] |

## 関連商品

### CD
Making*Lovers Original Soundtrack
音楽CD2枚組。主題歌2曲とゲーム内で使用された全BGMの合計31曲を収録。コミックマーケット93（2017年12月29日）で発売された。その後FANZA GAMESでダウンロード販売も行われている。
| #         | タイトル                             | 作詞       | 作曲        | 時間 |
| --------- | ------------------------------------ | ---------- | ----------- | ---- |
| 1.        | 「Girls' Carnival」(歌：ユウカ)      | 永原さくら | ウミガメ    | 4:09 |
| 2.        | 「Girls' Carnival Inst」             |            | ウミガメ    | 4:09 |
| 3.        | 「Girls' Carnival Karaoke」          |            | ウミガメ    | 4:09 |
| 4.        | 「New Life」                         |            | SONO MAKERS | 3:05 |
| 5.        | 「レンガ通りと青い空」               |            | SONO MAKERS | 3:06 |
| 6.        | 「夏の太陽は爽やかに」               |            | SONO MAKERS | 4:21 |
| 7.        | 「うひゃっほぃ♪」                    |            | SONO MAKERS | 3:03 |
| 8.        | 「自堕落で平凡な日常」               |            | SONO MAKERS | 3:16 |
| 9.        | 「大人になって理解する実家の安心感」 |            | SONO MAKERS | 3:36 |
| 10.       | 「IKEIKE&ORAORA」                    |            | SONO MAKERS | 2:30 |
| 11.       | 「奮い立つ矮小な精神」               |            | SONO MAKERS | 3:25 |
| 12.       | 「厄介事が手土産片手にやってきた」   |            | SONO MAKERS | 4:01 |
| 13.       | 「社会の歯車も悪くは無い」           |            | SONO MAKERS | 3:55 |
| 14.       | 「大人の世界はメンドくさい」         |            | SONO MAKERS | 4:02 |
| 15.       | 「朝チュン」                         |            | SONO MAKERS | 3:54 |
| 合計時間: | 合計時間:                            | 合計時間:  | 54:41       |      |
| #         | タイトル                             | 作詞       | 作曲        | 時間 |
| --------- | ------------------------------------ | ---------- | ----------- | ---- |
| 1.        | 「今日も楽しかったよ」               |            | SONO MAKERS | 3:43 |
| 2.        | 「お酒はお好き?」                    |            | SONO MAKERS | 5:00 |
| 3.        | 「あわわわわ!」                      |            | SONO MAKERS | 3:18 |
| 4.        | 「人生はいつだって戦いだ」           |            | SONO MAKERS | 4:30 |
| 5.        | 「欺きと駆け引き」                   |            | SONO MAKERS | 3:06 |
| 6.        | 「たまにはアンニュイに」             |            | SONO MAKERS | 3:42 |
| 7.        | 「言葉はときに無力となる」           |            | SONO MAKERS | 3:19 |
| 8.        | 「差し出す勇気、受け取る勇気」       |            | SONO MAKERS | 4:34 |
| 9.        | 「部屋と湿度と間接照明」             |            | SONO MAKERS | 5:15 |
| 10.       | 「となりで映えるキミの笑顔」         |            | SONO MAKERS | 3:06 |
| 11.       | 「さあ、走れ」                       |            | SONO MAKERS | 3:18 |
| 12.       | 「ミモザください!!」                 |            | SONO MAKERS | 3:48 |
| 13.       | 「おはようございます、おはナビです」 |            | SONO MAKERS | 1:52 |
| 14.       | 「Indigo Star」(歌：佐々木詩織)      | 永原さくら | 柊巽        | 4:27 |
| 15.       | 「Indigo Star Inst」                 |            | 柊巽        | 4:26 |
| 16.       | 「Indigo Star Karaoke」              |            | 柊巽        | 4:26 |
| 合計時間: | 合計時間:                            | 合計時間:  | 61:50       |      |

### 書籍
Making*Lovers 原画集
コミックマーケット93（2017年12月29日）で発売された。A4判、本文112ページに特典物の描き下ろしなども掲載。ダウンロード版の「デジタル原画集付属セット」（FANZA GAMES）には、原画集のPDFデータが付属している。

### その他グッズ
コミックマーケット93
- パーカー
- 北大路可憐 抱き枕カバー
- フルカラーマグカップ
- アクリルフィギュアキーホルダー（5種単体、セット）
- ニットマフラー（5種）
- めくれるB2タペストリー（5種）
- モバイルバッテリー 4000mAh
- スマホケース

コミックマーケット94
- ハムジローTシャツ（Lサイズ）
- ヒロイン動物化アクリルフィギュアキーホルダー（セット）
- アクリルクロック（5種）
- 北大路可憐 3Dクッションカバー
- モバイルバッテリー 2000mAh&マルチ手帳型スマホケースセット

コミックマーケット95
- アクリルアートパネル（5種）
- 特大缶スタンド（5種）
- メタルアートしおり（小鳥遊亜子、鳴瀬咲、北大路可憐）

LINEスタンプ
2020年10月23日にLINEスタンプが発売された。ヒロイン・サブキャラクターのイラストと、作中でヒロインが使用していたスタンプが収録されている。